# Karin Lamberg-Skog
Karin Ingrid Lamberg-Skog (ur. 17 stycznia 1961 w Uppsali) – szwedzka biegaczka narciarska, brązowa medalistka mistrzostw świata.

## Kariera
Jej olimpijskim debiutem były igrzyska w Lake Placid w 1980 roku. Zajęła tam 17. miejsca w biegach na 5 i 10 km techniką klasyczną oraz szóste miejsce w sztafecie 4x5 km. Cztery lata później, podczas igrzysk olimpijskich w Sarajewie jej najlepszym indywidualnym wynikiem było 16. miejsce w biegu na 5 km stylem klasycznym. Szwedki z Lamberg-Skog w składzie zajęły tym razem piąte miejsce w sztafecie. Wzięła także udział w igrzyskach w Calgary w 1988 roku zajmując 22. miejsce w biegu na 20 km techniką klasyczną oraz ponownie szóste miejsce w sztafecie.
W 1985 roku wystartowała na mistrzostwach świata w Seefeld in Tirol zajmując 18. miejsce w biegu na 10 km techniką dowolną. Swój największy sukces osiągnęła podczas mistrzostw świata w Oberstdorfie w 1987 roku. Wspólnie z Magdaleną Wallin, Anniką Dahlmann i Marie-Helene Westin wywalczyła tam brązowy medal w sztafecie. Na kolejnych mistrzostwach już nie startowała.
Najlepsze wyniki w Pucharze Świata osiągnęła w sezonie 1985/1986, kiedy w klasyfikacji generalnej zajęła 18. miejsce. Nigdy nie stawała na podium zawodów PŚ. W 1989 roku zakończyła karierę.

## Osiągnięcia

### Igrzyska olimpijskie
| Miejsce | Dzień     | Rok  | Miejscowość | Konkurencja                | Czas biegu | Strata   | Zwyciężczyni           |
| ------- | --------- | ---- | ----------- | -------------------------- | ---------- | -------- | ---------------------- |
| 17.     | 15 lutego | 1980 | Lake Placid | 5 km stylem klasycznym     | 15:06,92   | +48,15   | Raisa Smietanina       |
| 17.     | 18 lutego | 1980 | Lake Placid | 10 km stylem klasycznym    | 30:31,54   | +1:38,90 | Barbara Petzold        |
| 6.      | 21 lutego | 1980 | Lake Placid | Sztafeta sztafeta 4 × 5 km | 1:02:11,10 | +3:05,22 | NRD                    |
| 18.     | 9 lutego  | 1984 | Sarajewo    | 10 km stylem klasycznym    | 31:44,2    | +2:17,1  | Marja-Liisa Hämälainen |
| 16.     | 12 lutego | 1984 | Sarajewo    | 5 km stylem klasycznym     | 17:04,0    | +58,5    | Marja-Liisa Hämälainen |
| 5.      | 15 lutego | 1984 | Sarajewo    | Sztafeta sztafeta 4 × 5 km | 1:06:49,7  | +2:40,3  | Norwegia               |
| 6.      | 21 lutego | 1988 | Calgary     | Sztafeta sztafeta 4 × 5 km | 59:51,1    | +2:33,8  | ZSRR                   |
| 22.     | 25 lutego | 1988 | Calgary     | 20 km stylem dowolnym      | 55:53,6    | +4:41,0  | Tamara Tichonowa       |

### Mistrzostwa świata
| Miejsce | Dzień       | Rok  | Miejscowość | Konkurencja                | Czas biegu | Strata  | Zwyciężczyni            |
| ------- | ----------- | ---- | ----------- | -------------------------- | ---------- | ------- | ----------------------- |
| 30.     | 21 lutego   | 1982 | Oslo        | 5 km stylem dowolnym       | 14:30,2    | ?       | Berit Aunli             |
| 6.      | 24 lutego   | 1982 | Oslo        | Sztafeta sztafeta 4 × 5 km | 1:02:15,9  | +2:19,9 | Norwegia                |
| 18.     | 19 stycznia | 1985 | Seefeld     | 10 km stylem dowolnym      | 30:54,8    | +2:26,1 | Anette Bøe              |
| 20.     | 21 stycznia | 1985 | Seefeld     | 5 km stylem klasycznym     | 15:14,8    | +1:06,0 | Anette Bøe              |
| 7.      | 23 stycznia | 1985 | Seefeld     | Sztafeta sztafeta 4 × 5 km | 1:04:50,1  | +8,7    | ZSRR                    |
| 22.     | 26 stycznia | 1985 | Seefeld     | 20 km stylem klasycznym    | 59:19,1    | +4:40,9 | Grete Ingeborg Nykkelmo |
| 22.     | 13 lutego   | 1987 | Oberstdorf  | 10 km stylem klasycznym    | 31:49,5    | ?       | Anne Jahren             |
| 3.      | 18 lutego   | 1987 | Oberstdorf  | Sztafeta sztafeta 4 × 5 km | 58:08,8    | +1:32,2 | ZSRR                    |

### Puchar Świata
W sezonach 1973/1974 - 1980/1981 Puchar Świata rozgrywany był nieoficjalnie.

#### Miejsca w klasyfikacji generalnej
- sezon 1980/1981: 7.
- sezon 1981/1982: 37.
- sezon 1983/1984: 41.
- sezon 1984/1985: 19.
- sezon 1985/1986: 18.
- sezon 1986/1987: 46.
- sezon 1987/1988: 25.
- sezon 1987/1988: 50.

#### Miejsca na podium
Lamberg-Skog nigdy nie stawała na podium zawodów Pucharu Świata.